# Dvofaktorska motivacijska teorija (Herzberg)
Herzbergova dvofaktorska motivacijska teorija govori o obstoju dveh ločenih faktorjev (higienikov in motivatorjev), ki vplivajo na zadovoljstvo oz. nezadovoljstvo na delovnem mestu. Občutji zadovoljstva in nezadovoljstva si nista nasprotni, ampak se raztezata na ločenih kontinuumih. Obe skupini faktorjev je Herzberg podrobneje opredelil in zaključil, da le zadovoljenost motivatorjev vodi k pozitivnemu odnosu do dela in produktivnosti, saj  le ti zadovoljijo potrebo po samoaktualizaciji.

## Opredelitev motivacije
Motivacija so vsi zunanji in notranji dejavniki, ki vzbujajo in umerjajo določeno vedenje. Obstaja precej motivacijskih teorij, vendar je le nekaj takšnih, ki so pomembne za delovni kontekst. Različni avtorji so v svojih teorijah dali poudarek različnim dejavnikom in elementom mehanizma motiviranja, zato se njihove teorije razlikujejo, predvsem pa dopolnjujejo. H. Miš je teorije različnih avtorjev razdelila v 3 skupine, po sestavinah oziroma elementih mehanizma motiviranja:
- motivacijske teorije, usmerjene na potrebe
- motivacijske teorije, usmerjene na cilje
- motivacijske teorije, usmerjene na delovanje

Herzbergova dvofaktorska teorija je uvrščena med motivacijske teorije, usmerjene na cilje.

## O avtorju
Frederick Herzberg (1923-2000) je bil ameriški klinični psiholog in začetnik t. i. obogatitve dela. Na svojo študijo, ki jo je izvajal v poznih 50. letih prejšnjega stoletja in katero opisujem v nadaljevanju, se je intenzivno pripravljal s prebiranjem več kot 2000 predhodnih raziskav, ki so bile izvedene med letoma 1900 in 1955. Prav zaradi intenzivnih priprav, uporabe tehnike kritičnih dogodkov in poglobljene analize je njegova študija postala zelo vplivna. Prvič je bila objavljena v njegovi knjigi The motivation to work leta 1959, za tisti čas pa je bila zelo kontroverzna. Omenjena študija naj bi bila največkrat ponovljena raziskava na področju odnosa do dela. Svojo teorijo je Herzberg še razširil v kasnejših delih: Work and nature of man (1966), The managerial choice (1982) in Herzberg on motivation (1983).

## Kako motivirati zaposlene
Ljudi največkrat zanima hiter in praktičen način motiviranja zaposlenih. Herzbergov odgovor na to vprašanje je t. i. KITA (»kick in the pants«), ki se pojavlja v različnih oblikah. Prvič, v negativni fizični obliki, ko vodja dejansko fizično napade zaposlenega, kar ni motivirajoče. Ta oblika se je pojavljala v preteklosti, prinesla pa je veliko negativnih posledic, tako za zaposlenega, kot tudi za vodjo in za podjetje samo. Naslednja oblika je negativna psihološka, manipulacija, ki predvsem zaposlenemu prinese veliko negativnih posledic, hkrati ga pa ne motivira. Obstaja še pozitivna oblika KITE, kjer vodja v zameno za opravljeno delo zaposlenemu ponuja nagrado, spodbudo, boljši status ali napredovanje. Vendar tudi tu Herzberg zavrača prisotnost motivacije, saj je v tem primeru pravzaprav podjetje motivirano, da spodbudi delavca. Pozitivno KITO enači z zapeljevanjem, ki je učinkovito izključno v kratkoročnem smislu.

## Herzbergova raziskava in ugotovitve
Herzberga in njegove sodelavce je zanimalo, kateri faktorji vplivajo na odnos zaposlenih do dela Potreba po raziskovanju se je pojavila zaradi povečanega števila stavk, pritožb in upočasnitve dela. Njihova začetna raziskovalna hipoteza je bila, da zadovoljstva in nezadovoljstva ni mogoče zanesljivo izmeriti na istem kontinuumu. Predvidevali so, da se bodo faktorji, ki vodijo k pozitivnemu odnosu do dela, razlikovali od tistih, ki vodijo k negativnemu odnosu do dela. To pomeni, da čustvi zadovoljstva in nezadovoljstva nista protipomenki, temveč je nasprotje zadovoljstva odsotnost zadovoljstva, nasprotje nezadovoljstva pa je odsotnost nezadovoljstva.
Postavili so si naslednji hipotezi:
1. Dejavniki, ki povzročajo pozitiven odnos do dela ter tisti, ki povzročajo negativnega, se med seboj razlikujejo.
2. Dejavniki in storilnost posameznika pri izvajanju dalj časa trajajočih zaporedij delovnih nalog se razlikujejo od tistih dejavnikov, ki se nanašajo na kratkotrajna zaporedja del.

V študijo so vključili vzorec 203 inženirjev in računovodij iz Pittsburgha, Pennsylvania. Z njimi so izvajali intervjuje, v katerih so jih prosili, naj opišejo dogodke na delu, zaradi katerih so se počutili posebno dobro ali slabo glede svojega dela. Nato so jih prosili, naj opisane izkušnje ocenijo na lestvici od 1 do 21, pri čemer je ocena 1 pomenila, da jih je izkušnja močno prizadela, ocena 21 pa, da izkušnja ni imela pomembnega vpliva nanje. Na podlagi tega so dogodke razvrstili v dve kategoriji: na tiste, ki so imeli velik vpliv na odnos do dela, in na tiste, k so imeli na odnos do dela minimalni vpliv.
Na podlagi rezultatov so zaključili, da obstajata dve različni skupini faktorjev, imenovani motivatorji oz. faktorji zadovoljstva in higieniki oz. faktorji nezadovoljstva. Motivatorji so intrizični: dosežek, prepoznava, delo samo, odgovornost in  napredovanje ali rast; higieniki (prej omenjeni kot KITA) pa ekstrinzični: politika podjetja, nadzor, delovni pogoji, medosebni odnosi, plača, položaj in varnost zaposlitve. Vsi faktorji pa na odnos do dela lahko vplivajo tako pozitivno kot negativno. V nadaljevanju so omenjeni faktorji podrobneje opisani.
- Dosežek: pomeni uspešen zaključek delovne naloge, rešitev problema in viden rezultat posameznikovega dela.
- Prepoznava: pomeni kakršnokoli prepoznavo s strani nadrejenega ali ostalih posameznikov na vodilnih položajih, s strani klienta, kolega, strokovnega sodelavca ali splošne javnosti.
- Delo samo: pomeni opravljanje delovnih nalog, ki so lahko rutinske ali raznolike, ustvarjalne ali dolgočasne, prelahke ali pretežke.
- Odgovornost: pomeni osebno odgovornost za svoje delo in delo drugih.
- Napredovanje: pomeni dejansko spremembo posameznikovega položaja ali statusa v podjetju.[7]
- Priložnost za rast: pomeni možnosti posameznika za napredovanje znotraj podjetja in priložnosti za učenje novih veščin.
- Politika podjetja: pomeni posameznikovo zaznavo politike podjetja kot dobro ali slabo, pravično ali nepravično.[4]
- Nadzor: pomeni posameznikovo zaznavo kompetentnosti ali nekompetentnosti, pravičnosti ali nepravičnosti nadrejenega. Vključuje pripravljenost ali nepripravljenost nadrejenega za prenos odgovornosti ali za učenje.
- Delovni pogoji: pomenijo fizične razmere na delovnem mestu, količino dela ali prostor, ki je na razpolago med opravljanjem dela. Tudi ustreznost oz. neustreznost prezračevanja, osvetlitve, orodij, prostora in ostalih okoljskih karakteristik.
- Medosebni odnosi: pomenijo interakcije med posameznikom in nadrejenimi, sodelavci in podrejenimi. Vključujejo bodisi delovne bodisi socialne odnose na delovnem mestu.[7]
- Plača: pomeni povišanje ali znižanje plač.
- Varnost zaposlitve: pomeni posameznikovo zaznavo varnosti ohranitve položaja znotraj pozicije ali podjetja kot celote.[4]

## Razlike med higieniki in motivatorji
Higieniki so faktorji nezadovoljstva, motivatorji pa faktorji zadovoljstva pri delu. Psihološka osnova higienikov je izogibanje virom bolečine, ki so v okolju, njihovi učinki pa so zato kratkoročni. Nasprotno pa je psihološka osnova motivatorjev potreba po osebnostni rasti, ki ima dolgoročne učinke. Odsotnost higienikov lahko vodi do nezadovoljstva na delovnem mestu, toda njihova prisotnost ne more voditi k zadovoljstvu. Higieniki za razliko od motivatorjev torej ne morejo motivirati (Herzberg, 1996, v Pardee, 1990). Higienike je lažje izmeriti, nadzorovati in manipulirati kot motivatorje.  Slednji so kompleksnejši in subjektivnejši. Kadar so prisotni pri delu, so zadovoljene temeljne potrebe posameznika, iz česar sledijo pozitivni občutki ter povečana storilnost. Tudi kasnejši rezultati, združeni iz 12 raziskav, so pokazali, da motivatorji primarno povzročajo zadovoljstvo, higieniki pa nezadovoljstvo na delovnem mestu: 81 % dejavnikov, ki so prispevali k zadovoljstvu na delovnem mestu, je bilo motivatorjev, 69 % dejavnikov, ki pa prispevajo k nezadovoljstvu, pa je bilo higienikov.

## Obogatitev dela
Herzbergova teorija predpostavlja, da je za učinkovito delo zaposlenih potrebna  obogatitev dela. Pojem obogatitve dela ponuja priložnost za psihološko rast zaposlenega. Pogosto se zgodi, da vodje poskušajo obogatiti določeno delo z zmanjšanjem osebnega prispevka zaposlenega namesto z dajanjem priložnosti za rast na svojem delovnem mestu. T.i. horizontalno napredovanje zgolj poveča nesmiselnost dela (npr. nalaganje dodatnih nalog, ki so večinoma rutinske narave).
Herzberg (1987) je izvedel raziskavo, v kateri je želel izpostaviti razliko med horizontalnim in vertikalnim napredovanjem. Ugotovil je, da so osebe, ki so izvajale obogateno delo, po šestih mesecih presegle svoje kolege v kontrolni skupini, poleg tega pa so poročale o pomembno višji naklonjenosti do delovnega mesta. Prav tako so bile manjkrat odsotne od dela in so v nadaljevanju kariere doživele višjo stopnjo napredovanja.
Nekaterih del se sicer ne da obogatiti, druga niti ne potrebujejo obogatitve. Kljub temu Herzberg meni, da če bi vsaj majhen delež časa in denarja, ki je namenjen higienikom, namenili prizadevanju za obogatitev dela, bi to v veliki meri pozitivno vplivalo tako na človekovo zadovoljstvo, kot na ekonomski dobiček.

## Kritika teorije
O Herzbergovi teoriji obstaja mnogo študij. Prve izražajo dvom o Herzbergovi temeljni predpostavki, druge kritizirajo njegovo metodologijo, tretje pa kritizirajo njegove ugotovitve.
Schwab, DeVitt in Cummings (1971)so izvedli raziskavo, v kateri so preučevali odnos med zadovoljstvom in nezadovoljstvom. Njihove ugotovitve so podprle obstoj Herzbergovih faktorjev, ki vplivajo na zadovoljstvo. Več študij, ki so uporabile drugačno metodologijo kot Herzberg, ni podprlo njegovih ugotovitev, razen tiste, da ima delo samo vpliv na posameznikovo zadovoljstvo. Številne študije, ki so se prav tako ukvarjale z metodologijo, kažejo nakonsistentne ugotovitve.
Naslednje študije so kritično ovrednotile Herzbergove zaključke. Več raziskav je ugotovilo, da oba faktorja, higieniki in motivatorji, vključujeta tako zadovoljstvo kot nezadovoljstvo na delovnem mestu. Zaključili so, da je obstoj dveh različnih kontinuumov vprašljiv in predpostavili obstoj enega samega kontinuuma (ne)zadovoljstva na delovnem mestu. Ssesanga in Garret (2005) sta v okviru svoje raziskave zaključila, da lahko katerikoli izmed faktorjev sprožijo zadovoljstvo ali nezadovoljstvo, odvisno od situacijskih dejavnikov v delovnem okolju. Pennings (1970) je nasprotoval Herzbergovemu modelu, ki predpostavlja, da imajo vsi zaposleni enak vrednostni sistem za ocenjevanje njihovega dela in delovnega okolja. V svoji študiji je ugotovil pomembne razlike v vrednostih sistemih zaposlenih. Tudi Schroderjeva (2008) raziskava je nasprotovala Herzbergovim ugotovitvam, saj je ugotovil, da je zadovoljstvo na delovnem mestu povezano s starostjo in izobrazbo zaposlenega.
Nekateri raziskovalci še danes razpravljajo o spornosti Herzbergove teorije, medtem ko jo drugi upoštevajo kot veljaven in pomemben okvir. Ker je sporočilo dvofaktorske teorije motivacije preprosto, prepričljivo in se neposredno nanaša na načrtovanje in vrednotenje dejanskih sprememb organizacije, ta teorija ostaja široko poznana in uporabljana.